# 利斯莱拉努瓦
利斯莱拉努瓦（法語：Lys-lez-Lannoy，法語發音：[lis le lanwa]，意为“拉努瓦附近的利斯”）是法国上法蘭西大區北部省的一个市镇，属于里尔区和里尔欧洲都会区。

## 地理
利斯莱拉努瓦（50°40'17"N, 3°12'52"E）面积3.26 平方千米，位于法国上法蘭西大區北部省，该省份为法国最北部的省份及最长的省份，西北濒北海，西接加来海峡省，南至埃纳省和索姆省，东与比利时接壤。
与利斯莱拉努瓦接壤的市镇（或旧市镇、城区）包括：莱尔斯、图夫莱尔斯、埃姆、拉努瓦、鲁贝。
利斯莱拉努瓦的时区为UTC+01:00、UTC+02:00（夏令时）。

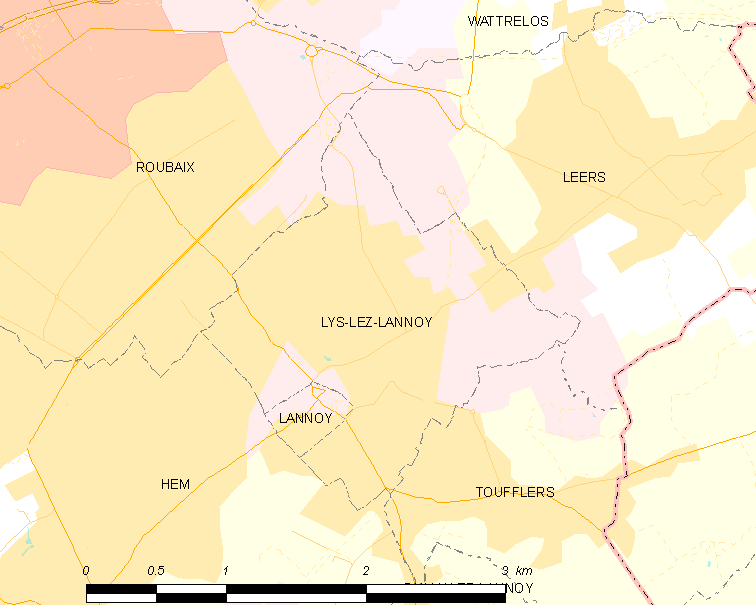
利斯莱拉努瓦的OSM定位图

## 行政
利斯莱拉努瓦的邮政编码为59390，INSEE市镇编码为59367。

## 政治
利斯莱拉努瓦所属的省级选区为克鲁瓦县。

## 人口

1962-2008年间利斯莱拉努瓦人口变化图示

利斯莱拉努瓦于2022年1月1日时的人口数量为13987人。